# Fons de Cabana de Torredenusa
El Jaciment de Fons de Cabana de Torredenusa és un jaciment arqueològic del Paleolític superior que es troba al Rubió (L'Anoia), inclòs a l'Inventari del Patrimoni Arqueològic i Paleontològic de Catalunya.

## Situació
Està situat en una zona d'explotació agrícola, prop de la riera de Rubió i de la Font de Torredenusa, enfront de cal Carnicer del Pla de Rubió.
S'hi van trobar diverses restes arqueològiques en superfície, entre les quals es destaca el gran percentatge de sílex. Com que només s'ha prospectat la zona, i no s'ha arribat a excavar el jaciment és difícil atribuir-li una categoria. Tot i així la hipòtesi més plausible és que es tracti d'un lloc d'habitació amb estructures peribles de fons de cabana.

## Descobriment
El jaciment va ser comunicat pel propietari, de l'explotació agrícola on estava situat, a la Secció d'Arqueologia del Centre d'Estudis Comarcals d'Igualada al gener del 1981. El descobriment el va dur a terme després de construir una barraca en el seu terreny.

## Troballes arqueològiques
L'equip realitzador de la Carta Arqueològica l'any 1985 va recollir fragments superficials de sílex que van ser estudiats conjuntament amb els recollits en el moment del descobriment. També s'hi van trobar terres cendroses, petits carbons i possibles restes de toves. Entre el sílex recollit, material que representa el percentatge més alt de presència, s'hi van documentar nuclis, ascles, rascadores i puntes. Les tècniques amb les quals es van tallar són diverses: Tècnica Levallois, laminar i polièdrica. El jaciment no va ser excavat, sinó prospectat, per la qual cosa és difícil atribuir-li una caracterització determinada. Entre les hipòtesis que s'han plantejat es troben: restes destruïdes d'un fons d'hàbitat, jaciment a l'aire lliure, fons de cabana, focs, llar, etc. Quan es va fer la revisió de la Carta arqueològica l'any 1991 es va comprovar que ja no quedaven rastres del jaciment arqueològic, ni restes en superfície.